# Emmanuel Levinas
Emmanuel Levinas (n. 12 ianuarie 1906, Kovno, Imperiul Rus – d. 25 decembrie 1995, Clichy, Île-de-France, Franța) a fost un filozof evreu-francez, născut într-un mediu evreiesc cult, cu studii de filozofie la Strasbourg (1923-27) și la Freiburg (1928-29), unde asistă la cursurile și la seminariile lui Edmund Husserl și ale lui Martin Heidegger.
A fost unul din promotorii studiilor de fenomenologie în Franța, în lucrări precum Théorie de l'intuition dans la phénomenologie de Husserl (1930), De l'existence a l'existant (1947) sau En decouvrant l'existence avec Husserl et Heidegger (1967).
După cel de-al Doilea Război Mondial, Levinas se afirmă ca un gânditor original, pe două linii reflexive distincte: pe de o parte, propune o etică fenomenologică radicală, centrată pe figura celuilalt și a alterității, în lucrări precum Le Temps et l'Autre (1947), Totalité et infini (1961), Autrement qu'être ou au-delà de l'essence (1974) sau Entre nous (1991). Pe de altă parte, se dedică comentariilor talmudice, în lucrări ca de pildă Quatre lectures talmudiques (1968), L'au delà du verset (1982) sau Nouvelles lectures talmudiques (1989).
Cariera sa se va împărți astfel între studiile fenomenologice și cele iudaice, fiind profesor de filozofie la Universitățile din Poitiers, Nanterre și Paris IV, dar și director al Școlii normale israelite orientale din Paris.

## Traduceri în limba română
- Moartea și timpul (La mort et le temps), trad. Anca Măniuțiu, Apostrof, Cluj, 1996
- Totalitate și infinit (Totalité et infini), trad. Marius Lazurca, Polirom, Iași, 1999
- Dificila libertate (Difficile liberté), trad. Țicu Goldstein, Hasefer, București, 1999
- Între noi (Entre nous), trad. Ioan Petru Deac, ALL, București, 2000;
- Când Dumnezeu devine idee (De Dieu qui vient à l’idée), trad. Aurelian Cojocea, Pandora-M, București, 2001
- Altfel decât a fi sau dincolo de esență (Autrement qu’être ou au-delà de l’essence), trad. Miruna Tătaru-Cazaban, Bogdan Tătaru-Cazaban și Cristian Ciocan, Humanitas, București, 2006